# Drehringlafette HD 151

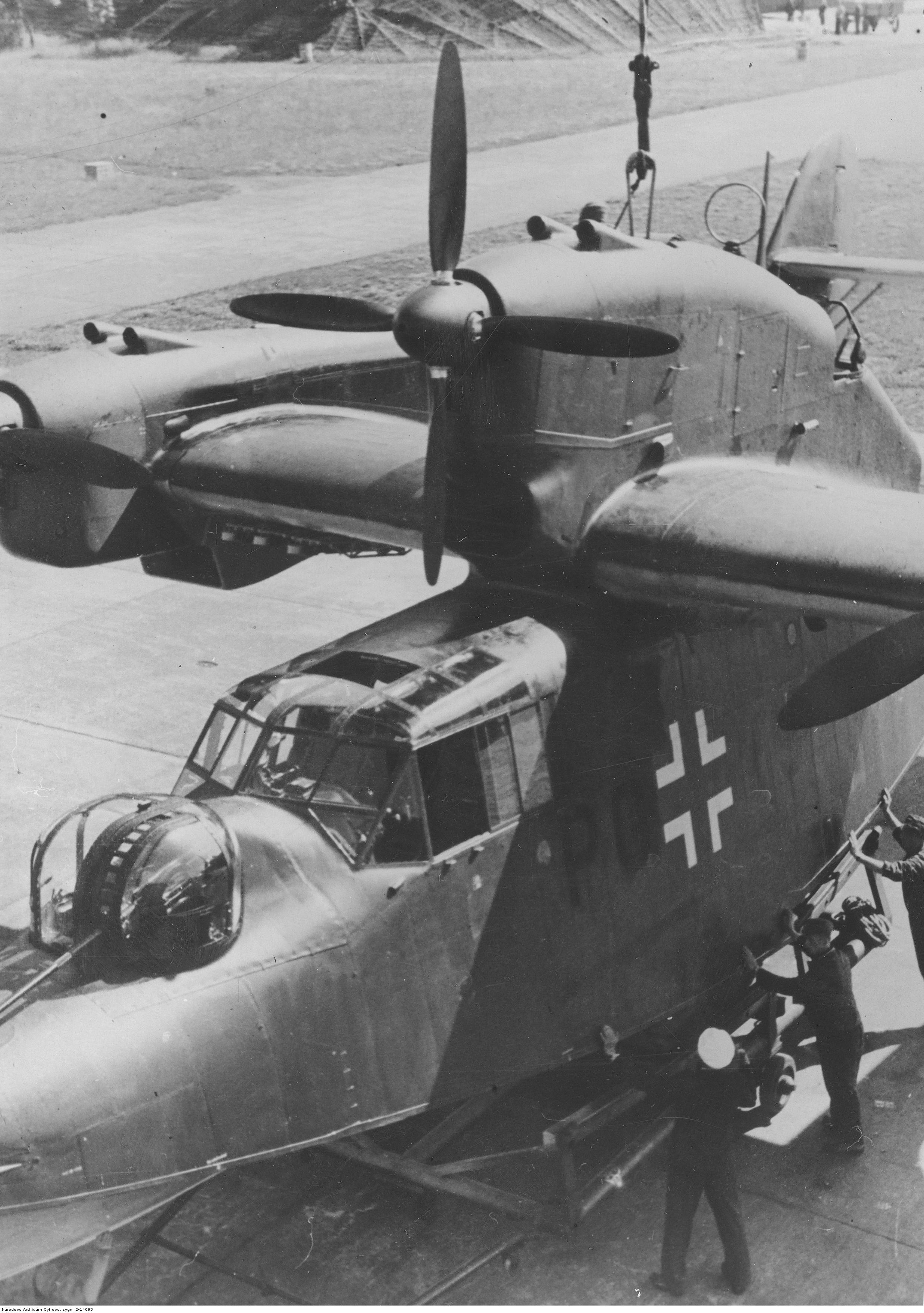
HD 151/1 hohe Bauform vorn auf Blohm & Voss BV 138

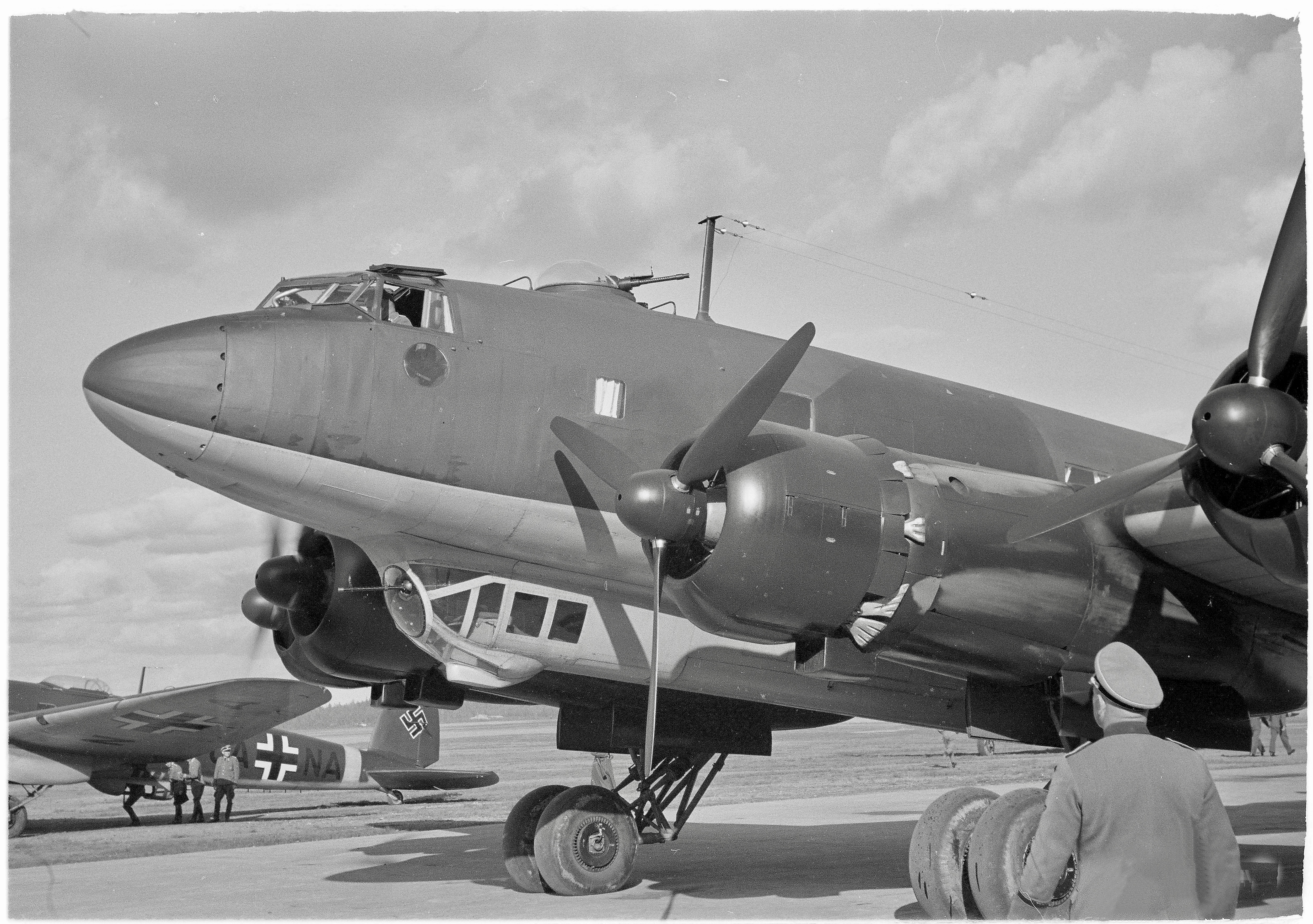
HD 151/2 flache Bauform oben auf Focke-Wulf Fw 200

Die HD 151 (hydraulische Drehringlafette 151) wurde für die Luftwaffe der Wehrmacht als Ersatz für den Drehturm LB 204 (Kaliber 20 mm) entwickelt, da dieser immer wieder Schwierigkeiten verursachte. Die HD 151 führte ein MG 151 (Kaliber 15 mm) mit Linkszuführung in einer verglasten Kuppel. Die HD 151/1 unterschied sich durch ihr MG 151/20 (Kaliber 20 mm) von der HD 151. Zum Schutz des Schützen vor Feindbeschuss war die HD 151/1 mit einer Brust- und Bauchpanzerung sowie einer Panzerscheibe ausgestattet. Der HD 151/2 war ein von Focke-Wulf entwickelter Abwehrstand, der sich durch seine flache und strömungsgünstigere Form gegenüber der hohen Bauform der HD 151/1 später durchsetzte. Die Türme fanden auf verschiedenen Flugzeugtypen Verwendung. Bei der Kriegsmarine fanden Erprobungen zum Einsatz der Drehringlafette statt.
Modellentwicklung der Drehringlafette:
- Drehturm LB 204 (Vorläufermodell)
- HD 151 für MG 151
- HD 151/1 für MG 151/20
- HD 151/2 für MG 151/20 (Focke-Wulf-Turm)

Verwendung der Drehringlafette:
- Blohm & Voss BV 138
- Blohm & Voss BV 222
- Dornier Do 24 T3 (mittlerer B-Stand)
- Focke-Wulf Fw 200
- Focke-Wulf Fw 261
- Junkers Ju 290
- Erprobung auf verschiedenen Booten der Kriegsmarine